# Spengenbrug
Spengenbrug (Brug 1330) is een bouwkundig kunstwerk in Amsterdam-Zuidoost.
De brug werd van 1980 tot 1982 gebouwd in de Schoonhovendreef, sinds 1 juni 1982 een doorgaande verkeersweg in de wijk, maar nog grotendeels liggend in een opgespoten zandvlakte voor de latere woonwijken Gein en Reigersbos. In de zomer van 1983 was deze infrastructuur al operationeel, maar er werd nog druk gebouwd aan de woonwijken. Brug 1330 ligt er al wel, maar van haar naamgever het onderliggende Spengenpad waren alleen de contouren zichtbaar. Het Spengenpad kreeg in 1983 haar naam en werd vernoemd naar de buurtschap Spengen, tijdens de vernoeming werd het geplaatst nabij Kockengen, sinds 2011 ligt het in de gemeente Stichtse Vecht. De brug kreeg pas in 2018 toen de gemeente Amsterdam in één vergadering talloze bruggen in Zuidoost een naam gaf om opgenomen te worden in de Basisregistratie Adressen en Gebouwen.
De Dienst der Publieke Werken was verantwoordelijk voor de kunstwerken in de wijk. Voor de afdeling bruggen was toen werkzaam architect Dirk Sterenberg. Hij ontwierp voor de genoemde wijken talloze bruggen, meest voet- en fietsbruggen, maar daarmee kon hier niet worden volstaan. De Schoonhovendreef ligt hier op een dijklichaam en voert over een onderliggend fietspad; er moest derhalve een viaduct komen. Brug 1330 is dan ook grotendeels opgetrokken uit (gewapend) beton. Paalfundering, landhoofden, borstweringen, balustraden en liggers zijn alle van beton. De bekleding van de balustraden is het enige onderdeel dat uit metaal (volgens de bouwtekening aluminium) bestaat. Het zijn een soort schilden, een ontwerp dat Sterenberg ook elders in de stad gebruikte. De brug is inclusief de landhoofden 21 meter lang; de landhoofden staan in een schuin oplopend talud afgedekt met betonplaten, die enige tijd beschilderd waren. De brug is 19 meter breed en werd oorspronkelijk ingericht met een rijdek met aan beide zijden fietspaden. De fietspaden verdwenen in de loop der jaren. Het onderliggende pad is slechts tien meter breed.

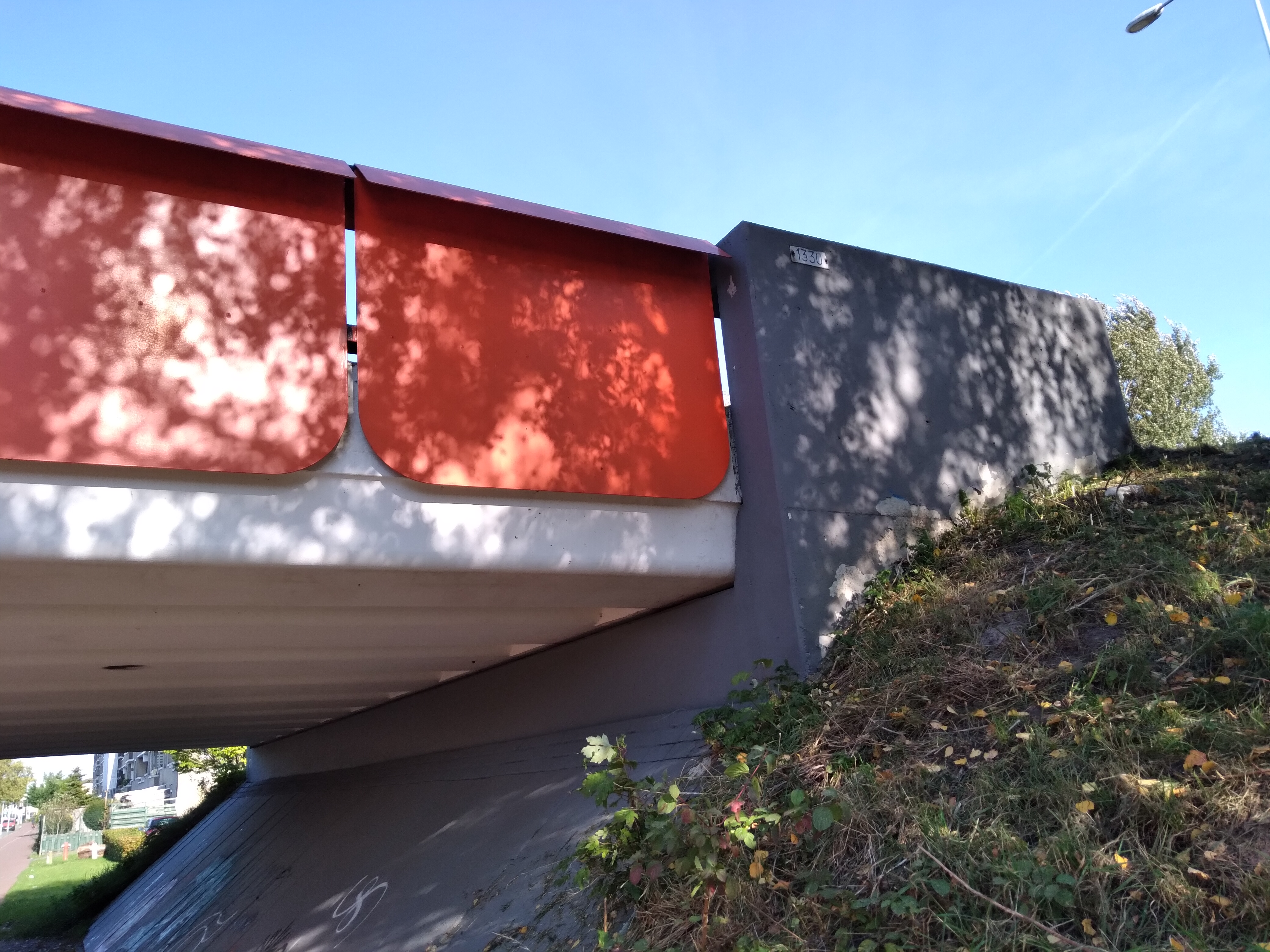
Landhoofd, nummerplaat, liggers en schilden (oktober 2021)

<<< · 1301 · 1302 · 1303 · 1304 · 1305 · 1306 · 1307 · 1308 · 1309 · 1311 · 1312 · 1313 · 1314 · 1315 · 1316 · 1317 · 1319 · 1320 · 1321 · 1322 · 1323 · 1324 · 1325 · 1326 · 1327 · 1328 · 1329 · 1330 · 1331 · 1332 · 1333 · 1334 · 1335 · 1336 · 1337 · 1338 · 1339 · 1340 · 1342 · 1343 · 1344 · 1345 · 1346 · 1347 · 1348 · 1349 · 1350 · 1351 · 1352 · 1353 · 1354 · 1355 · 1356 · 1357 · 1358 · 1359 · 1360 · 1361 · 1362 · 1363 · 1364 · 1365 · 1366 · 1367 · 1368 · 1373 · 1375 · 1376 · 1377 · 1378 · 1379 · 1380 · 1381 · 1382 · 1383 · 1384 · 1385 · 1386 · 1387 · 1388 · 1389 · 1390 · 1391 · 1392 · 1396 · 1397 · 1398 · 1399 · >>>
Brugnummers 1300, 1318, 1341, 1369-1372, 1374, 1393, 1394, 1395 zijn niet vergeven. 1310 is gesloopt; brug 1318 is nooit gebouwd in verband met niet aanleggen Veenendaaldreef.